# Zarębki (przystanek kolejowy)
Zarębki – przystanek osobowy w Zarębkach, w województwie podkarpackim, w Polsce. 
Przystanek wybudowano w czynie społecznym w latach 1971–1974. Oficjalne otwarcie nastąpiło 23 czerwca 1974. Zamknięty w 2000, od 13 grudnia 2009 ponownie uruchomiony na połączeniu Rzeszów Główny – Stalowa Wola Rozwadów.

## Ruch pasażerski
| Rok  | Wymiana pasażerska na dobę |
| ---- | -------------------------- |
| 2017 | 10-19                      |
| 2022 | 10-19                      |